# Partido Foro Democrático
El Partido Foro Democrático es un extinto partido político de México. 
Fue creado por antiguos militantes del Partido Acción Nacional (PAN) que veían en este una claudicación de los ideales, primero formaron el foro doctrinario dentro de él mismo PAN pero al verse marginados decidieron separarse y formar un nuevo partido. No logra registro, pero de la mano del PRD logró que varios de sus miembros obtuvieran puestos públicos. Una de sus principales posturas era rechazar el financiamiento público para sus actividades una posición novedosa pero en contra de la legislación mexicana.
El Partido Foro Democrático fue la primera organización política que en México obtuviera un amparo de la justicia federal a fin de proteger el derecho constitucional de libre asociación.
Carlos Gómez Álvarez fungió como coordinador general y luego como secretario de organización de dicho partido.
Uno de sus más destacados militantes, Jesús González Schmal, fue postulado por el PRD a una diputación, después fue funcionario del gobierno del perredista Cuauhtémoc Cárdenas en el D.F. y hoy es diputado por convergencia. 
El partido se convirtió en Agrupación Política Nacional que, luego de sustentarse precariamente por cerca de 10 años llenos de divisionismo, falta de impacto y penetración en la sociedad, un inconspicuo número de militantes, falta de participación de los mismos así como recurrentes problemas financieros que dieron pie a sanciones durante cinco ejercicios consecutivos por parte del organismo normativo y fiscalizador IFE a causa de las irregualridades en el manejo financiero de la agrupación, dicha autoridadad determinó retirar el registro a la Agrupación Política Nacional en octubre de 2008.